# フレーザーバレー大学
フレーザーバレー大学（フレーザーバレーだいがく、英語: University of the Fraser Valley、UFV）は、カナダのブリティッシュコロンビア州にある公立大学である。

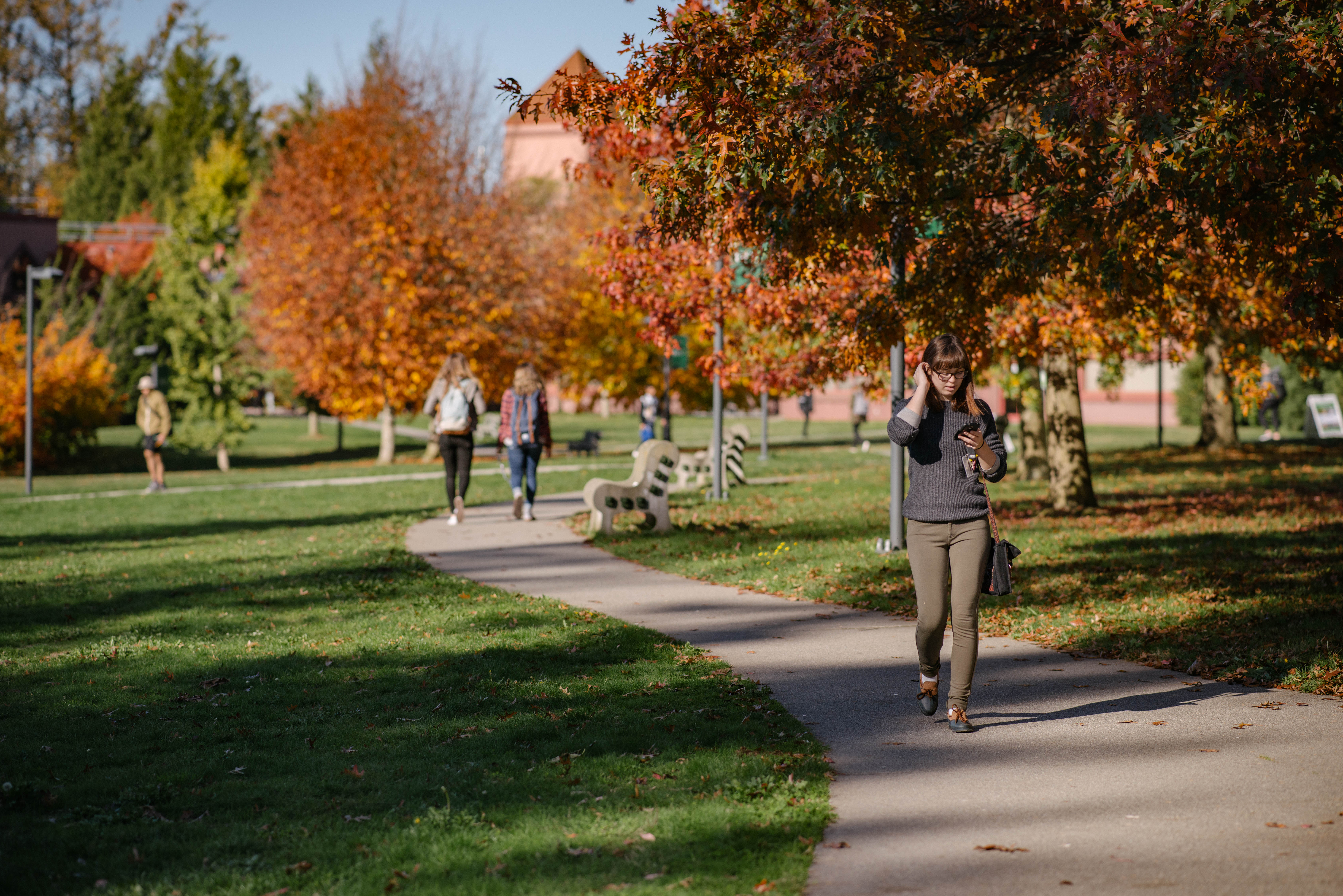
UFV アボッツフォードキャンパス

## 概要
1974年に職業訓練校として設立され、2008年に大学に昇格した。学生数は約15,000人（2012年）。アボッツフォードとチリワックに主要なキャンパスがある。